# Plagionotulus dimidiatus
Plagionotulus dimidiatus là một loài bọ cánh cứng trong họ Cerambycidae.